# Hardegg (Gemeinde Hardegg)
Die Stadt Hardegg ist der Hauptort der Stadtgemeinde Hardegg in Niederösterreich.

## Geografie
Die Stadt befindet sich unmittelbar an der Grenze zu Tschechien, die hier von der Thaya gebildet wird, und breitet sich an seinem schmalen Südufer aus, wo sie gerade einmal zwei Häuserzeilen einnimmt und Hardegg Stadt genannt wird. Die von der hier in die Thaya mündenden Fugnitz ausgeformte Niederung besteht taleinwärts aus einer kleinen, beckenartigen Talaufweitung, die ebenfalls besiedelt ist und den Namen Hardegg Vorstadt trägt. Dazwischen trennt ein harter Felsriegel, auf dem auch die Burg Hardegg errichtet wurde und der als Fortsetzung des Maxplateaus betrachtet werden kann, die beiden besiedelten Gebiete.
Die Stadt verfügte am 1. Jänner 2024 nur über 81 Einwohner und gilt damit als die kleinste Stadt Österreichs.

## Geschichte
Archäologische Funde verweisen auf eine Besiedelung im 3. Jahrtausend vor Chr., die Bezeichnung „Hardegg“ wird 1145 erstmals erwähnt und im Kirchenregister erfolgte 1290 erstmals die Benennung als Stadt. Die Burg wurde im 10. Jahrhundert als einfache Wehranlage errichtet und laufend ausgebaut. Als Stammburg der Grafen zu Hardegg war die Burg das Zentrum der reichsunmittelbaren Grafschaft Hardegg, die sich bis über Retz erstreckte und zwischen 1501 und 1534 auch die Grafschaft Glatz umfasste. Der Titel Graf von Hardegg wurde nacheinander von verschiedenen Besitzerfamilien geführt, zuletzt seit 1499 von den Freiherren von Prüschenk, die den Namen Hardegg bis heute tragen.
Der strategisch wichtige Punkt am Übergang nach Mähren wurde mit ursprünglich 5 Stadttoren errichtet. Die erste Kirche stammt aus der Zeit um 1160 und wurde 1220 zur Pfarre erhoben. Im 16. Jahrhundert bestand über die Thaya eine Holzbrücke, deren Zeitpunkt der Errichtung sowie deren Aufgabe unbekannt sind. Zuletzt erwarb Reichsgraf Sigmund Graf Khevenhüller im Jahr 1730 die Herrschaft Hardegg. Die heutige Brücke wurde 1874 errichtet.

## Persönlichkeiten
- Hermann Findeis (* 1950), Polizeibeamter, Politiker und Abgeordneter zum Landtag